# 卵叶黄檀
卵叶黄檀（学名：Dalbergia ovata），一种分布于孟加拉国、越南、缅甸、泰国、老挝及中国云南等地的乔木，属于豆科黄檀属，在中国属于国家二级重点保护野生植物。

## 形态特征
卵叶黄檀高可达8～12米。羽状复叶长15.0～25.0厘米，叶柄长约3.0厘米，叶轴长5.0～10.0厘米，无毛；托叶小，早落；小叶5～7（～9）枚，革质，椭圆形或卵状长圆形，6.0～9.0（～11.0）厘米×3.5～4.5（～6.0）厘米，互生，有时近对生，先端渐尖，有时尾尖，基部圆形，两面无毛，边缘常加厚，二级脉6～8对，于两面稍突出，细脉于两面稍突出；小叶柄长6～9毫米，无毛。圆锥花序腋生，大型，16.0～34.0厘米×10.0～20.0厘米；总花序梗、花序分枝幼时被毛，后渐无毛，花梗及花序末级分枝被锈色短绒毛；基生小苞片和副萼状小苞片，早落；花长5～7毫米；花梗长0.5～1.2毫米；花萼钟状，萼筒长约3毫米，无毛，萼齿5枚；花冠白色，旗瓣长圆形，有时倒卵状，先端凹缺，瓣片约6毫米×4毫米，直，爪长约0.7毫米，翼瓣阔卵形，约5毫米×2毫米，爪长约2毫米，龙骨瓣镰形, 约5毫米×2.5毫米，爪长约2毫米，与翼瓣内侧同具向下耳，龙骨瓣耳更大；雄蕊9枚，单体, 花
丝上部1/3离生，近等长；子房具柄，几无毛，胚珠3枚，花柱前伸，柱头小。荚果长圆形至带状，5.0～11.5厘米×1.3～1.8厘米，顶端圆，常具小尖头，基部收狭，近圆形，果爿革质，对种子处有明显的网纹；种子1～2(～3)枚，长圆形至肾形，扁平，6～
10毫米×3～6毫米。花期1–2月，果期2–4月。